# Stanisław Jarzembowski
Stanisław Jarzembowski (ur. 20 marca 1917 w Winiarach, zm. 1 sierpnia 1942 w Winkleigh) – plutonowy, radioobserwator Polskich Sił Powietrznych w Wielkiej Brytanii.

## Życiorys
Służył w 3. pułku lotniczym w Poznaniu. Podczas kampanii wrześniowej walczył jako strzelec pokładowy w 31. eskadrze rozpoznawczej Armii Karpaty. Drugiego i trzeciego września brał udział w lotach na rozpoznanie ruchu kolejowego i drogowego na ze Słowacji do Polski, szóstego września jego załoga dwukrotnie atakowała bombami oddziały niemieckiej 29 Dywizji Zmotoryzowanej na szosie Jędrzejów-Kije. Siódmego września poleciał na rozpoznanie zachodniego brzegu Wisły na odcinku Pińczów-Busko-Baranów w poszukiwaniu niemieckich przepraw przez rzekę. Łącznie podczas kampanii wrześniowej wykonał pięć lotów bojowych.
Po klęsce polskiej przedostał się przez Rumunię i Francję do Wielkiej Brytanii, gdzie wstąpił do Polskich Sił Powietrznych i otrzymał numer służbowy RAF 780238. Od 5 października 1940 roku służył w dywizjonie 307, tzw. Lwowskich Puchaczach. Latał razem z pilotem Jerzym Malinowskim na samolotach typu Boulton Paul Defiant N3403 i został wtedy odznaczony Polową Odznaką Obserwatora. Otrzymał też z rąk gen. Władysława Sikorskiego Krzyż Srebrny Orderu Wojennego Virtuti Militari (nr 9088, celne strzały Jarzembowskiego doprowadziły do zestrzelenia przez Polaków jednego z pierwszych niemieckich bombowców Heinkel He 111 w nocy 12 maja 1941). 1 sierpnia 1942, podczas lotu na samolocie typu Beaufighter VIF (X7935), uległ awarii silnika. Mimo udanego lądowania Jerzego Malinowskiego w bazie RAF w Winkleigh, maszyna stanęła w płomieniach. Jarzembowski zginął ratując życie Malinowskiego i Ronalda Newmana - podczas wynoszenia ich z palącego się samolotu. Z terenu Wielkiej Brytanii wykonał 1 lot bojowy oraz 26 lotów operacyjnych. Spoczywa na Higher Cemetery w Exeterze.

## Ordery i odznaczenia
- Krzyż Srebrny Orderu Virtuti Militari nr 9088,
- Medal Lotniczy – pośmiertnie,
- Polowa Odznaka Obserwatora

## Upamiętnienie
Uchwałą podjętą na sesji Rady Miasta Poznania w dniu 23 stycznia 2018 skwer położony pośrodku Osiedla Powstańców Warszawy na obszarze Osiedla Winiary w Poznaniu otrzymał imię Stanisława Jarzembowskiego.